# 上越マリンブリーズ
上越マリンブリーズ（じょうえつマリンブリーズ）は、新潟県上越市を本拠地として活動している社会人ビーチバレーのクラブチームである。略称は「Jブリーズ」。ホームコートは直江津海岸ビーチバレー常設コート。

## 歴史
2009年に開催されるトキめき新潟国体のビーチバレー会場が上越市に決まったことをきっかけに、上越市商工会議所の全面支援の下、2007年11月に結成。チーム名は一般公募の結果、2008年1月8日に「上越マリンブリーズ」に決定。
2008年3月に地元のアマチュア選手を中心に設立された。
2009年9月、トキめき!新潟国体の公開競技として行われた成人女子の部で、金田洋世・村上めぐみペアが優勝を飾った。

## 所属選手
- 金田洋世 - 元インドア日本代表の菅山かおるとのペアで2009年ワールドツアー大阪大会に出場。
- 村上めぐみ
- 千田葵